# Чаши
Чаши — село в Каргапольском районе Курганской области. Административный центр Чашинского сельсовета.

## География
Расположено на берегу озера Чаши.

### Часовой пояс
Чаши, как и вся Курганская область, находится в часовой зоне МСК+2. Смещение применяемого времени относительно UTC составляет +5:00.

## Население
| 1939 | 1959  | 1989  | 2002  | 2010  |
| ---- | ----- | ----- | ----- | ----- |
| 2194 | ↗2452 | ↘2332 | ↘2125 | ↘1950 |

## История
Село основано в 1718 году. В 2018 в честь 300-ия села на месте основания заложена памятная капсула и поставлен памятный знак.
В годы Великой Отечественной войны на фронт ушло 610 чашинцев, 307 не вернулось.

## Культура
- Детская школа искусств открыта в 1977 году при содействии начальника ЛПДС «Чаши» Герасимова Анатолия Павловича в качестве музыкальной школы на базе средней общеобразовательной школы. С 1992 по 1994 годы располагалась в здании дома культуры в это время прошло расширение направлений образовательной деятельности и переименование в школу искусств. В мае 1994 пожар уничтожил здание и материальную базу. С ноября 1995 года школа искусств располагается в специально выстроенном для неё здании, приобретено необходимое учебное оборудование, значительно улучшилась материальная база, увеличилось число преподавателей и учащихся.[6]
- Краеведческий музей (на базе общеобразовательной школы) существует с 1975 года. При создании — документальный уголок, с 2008 года становится краеведческим музеем, девиз музея: «Родины не узнаешь, не зная края своего!»[5]

## Образование
- Чашинская средняя общеобразовательная школа имени Героя Советского Союза И. А. Малышева. Начало истории школы уходит XIX век: В 1861 году в с. Чаши было открыто двухклассное училище Министерства Просвещения. Здание училища было построено в 1875 году. В 1902 году начали работать две земские школы, мужская и женская. В 1919 году школы преобразовали в одну школу первой ступени. В 1925 году начала функционировать семилетняя школа крестьянской молодежи. В 1930 году переименована в школу колхозной молодежи. В 1935 году открылась Чашинская средняя школа. В 1939 году строится ещё одно здание школы. В 1975 году школа начала работу в новом здании, заказчиком которой являлся Чашинский совхоз, в лице её директора В. П. Ряховского.[7]
- Чашинский государственный аграрно-технологический колледж — филиал федерального государственного бюджетного образовательного учреждения высшего образования «Курганская государственная сельскохозяйственная академия имени Т. С. Мальцева». Дата создания — 15 января 1928.[8]

## Достопримечательности
- Храм Святой Живоначальной Троицы (возведен в период 1864—1874 гг)[9][10], кирпичный с Покровским и Никольским приделами, построен в стиле классицизма на средства прихожан. Четверик с обширной трапезной и колокольней. В советское время был закрыт, сломаны завершения. В 2003 возвращен верующим, восстанавливается.[11]
- Памятник погибшим на Великой Отечественной войне.[12]
- Памятник защитникам советской власти в годы гражданской войны.[13]
- Могила военных летчиков (Петра Федоровича Дорофеева и Василия Николаевича Горюнова) периода Великой Отечественной войны.[14]

## Известные жители
- Воскресенский, Алексий (ум. 1921) — священник, убит в с. Чашинском Курганского уезда Тобольской губернии в 1921 г. В 1981 г. решением Архиерейского Собора Русской Православной Церкви Заграницей (РПЦЗ) канонизирован как священномученик с включением имени в Собор новомучеников и исповедников Российских (без установления отдельного дня памяти).[15]
- Кокорин, Александр Поликарпович (1880 — не ранее 1931) — священник; арестован 21 июня 1931, осужден 16 октября 1931 тройкой при ПП ОГПУ по Уралу на 3 года лишения свободы, дальнейшая судьба не известна; реабилитирован 29 июня 1989 года Курганоблпрокуратурой; прославлен РПЦ в лике Новомученников и Исповедников Российской Церкви XX века.[16]
- Низковский, Виктор Иванович (ок. 1869—1921), — священник, в 1906 г., будучи псаломщиком, переведен к Троицкому храму села Чашинского Курганского уезда. 22 февраля 1914 г. рукоположен в сан диакона, с оставлением на занимаемом месте псаломщика, в коем качестве находился до рукоположения в сан священника 1 октября 1918 г. С 11 ноября 1918 г. до 6 июня 1919 г. состоял на вакансии псаломщика при Чашинской Троицкой церкви. Убит большевиками во время подавления крестьянского восстания в 1921 г. за пределами нынешней Шадринской епархии. В 1981 г. решением Архиерейского Собора Русской Православной Церкви Заграницей (РПЦЗ) канонизирован как священномученик с включением имени в Собор новомучеников и исповедников Российских (без установления отдельного дня памяти).[15]

- Сабенин, Михаил Варнавич (1904—1968) — Герой Советского Союза, с 1932 по 1941 г. г. работал оперуполномоченным уголовного розыска в Чашинском отделе НКВД.[17]
- Стеблёва, Анастасия Тимофеевна (1925—2017) — Герой Социалистического Труда, лауреат Ленинской премии, главный геолог партии Ангарской геологоразведочной экспедиции Красноярского геологического управления, выпускница Чашинской средней школы.[17]

## Виды сообщения
- Автобусное